# Ochilview Park
L'Ochilview Park est un stade de football construit en 1890 et situé à Stenhousemuir.
D'une capacité de 3 746 places dont 626 assises, il accueille les matches à domicile du Stenhousemuir FC, club écossais, membre de la Scottish Professional Football League, ainsi que, depuis 2008, ceux du club rival d'East Stirlingshire.

## Histoire
Ochilview Park a ouvert en 1890 et est depuis cette date, le stade du Stenhousemuir FC, qui jouait jusqu'alors au Tryst Park et au Goschen Park. Son nom provient du fait que les Ochil Hills sont visibles depuis le terrain.
En 1928, une tribune de 310 places assises est ouverte et sera nommée la maison de poupée (Doll's house) par les spectateurs en raison de sa petite taille. 
Le 7 novembre 1951, Ochilview Park est entré dans l'histoire du football écossais en accueillant le premier match à se dérouler de nuit avec éclairage en Écosse, à l'occasion d'une rencontre contre Hibernian.
En 1994, Stenhousemuir FC s'était mis d'accord pour céder le terrain à une chaîne de supermarché pour 2,5 millions de £, mais la transaction n'aboutit pas et le club décida finalement de procéder à une rénovation du stade.
Une nouvelle tribune appelée Norway est ouverte en 1996 avec 626 places assises. Avec la démolition de la tribune Doll's house en avril 1999, il s'agit des seuls places assises du stade.
Ochilview Park a aussi accueilli des matches d'autres équipes, comme Stirling Albion pour la saison 1992-93, leur ancien stade, Annfield Stadium, ayant été démoli et leur nouvelle enceinte, Forthbank Stadium, pas encore ouverte.
Ce fut aussi le cas pour Falkirk FC pour la saison 2003-04, entre la fermeture de Brockville Park et l'ouverture de Falkirk Stadium. Pour cette saison, et compte tenu du nombre de spectateurs du Falkirk FC, des tribunes temporaires ont été installées, portant la capacité du stade à 5 267 places pendant un an.
Depuis 2008, Ochilview Park abrite les matches à domicile d'East Stirlingshire avec la fermeture de son ancien stade, le Firs Park. L'agrément avec Stenhousemuir FC, prévu au départ pour une durée de 5 ans, a été reconduit car East Stirlingshire n'avait pas encore abouti en 2013 dans sa démarche de recherche de subvention et de sponsoring pour la construction de leur nouveau stade. 
Depuis 1926, des courses de lévriers sont occasionnellement organisées dans le stade.

## Affluence
Le record d'affluence date du 11 mars 1950 pour un quart de finale de Coupe d'Écosse entre Stenhousemuir et East Fife avec 12 500 spectateurs.
Pour ce qui est des matches d'East Stirlingshire, le record d'affluence date du 27 avril 2013 pour un match de Coupe d'Écosse entre East Stirlingshire et Partick Thistle avec 2 805 spectateurs.
Les moyennes de spectateurs des dernières saisons pour Stenhousemuir sont :
- 2014-2015 : 584 (League One)
- 2013-2014 : 826 (League One)
- 2012-2013 : 543 (Division Two)

Les moyennes de spectateurs des dernières saisons pour East Stirlingshire sont :
- 2014-2015 : 315 (League Two)
- 2013-2014 : 343 (League Two)
- 2012-2013 : 612 (Division Three)

## Transport
La gare la plus proche est la gare de Larbert (en), située à 15 minutes à pied. Le stade est rapidement accessible par l'autoroute M876 (en) et par l'A88 (en).